# Xã Union, Quận Ste. Genevieve, Missouri
Xã Union (tiếng Anh: Union Township) là một xã thuộc quận Ste. Genevieve, tiểu bang Missouri, Hoa Kỳ. Năm 2010, dân số của xã này là 2.779 người.